# Истпојнт (Флорида)
Истпојнт (енгл. Eastpoint) насељено је место без административног статуса у америчкој савезној држави Флорида.

## Демографија
По попису из 2010. године број становника је 2.337, што је 179 (8,3%) становника више него 2000. године.
| Група             | 2000.         | 2010.         |
| Белци             | 2.064 (95,6%) | 2.240 (95,8%) |
| Афроамериканци    | 17 (0,8%)     | 3 (0,1%)      |
| Азијати           | 2 (0,1%)      | 1 (0,0%)      |
| Хиспаноамериканци | 36 (1,7%)     | 39 (1,7%)     |
| Укупно            | 2.158         | 2.337         |